# Јачина магнетског поља
Јачина магнетског поља или магнетска сила је јачина магнетомоторне силе по јединици дужине материјала, како исказује сљедећа једначина:
{\displaystyle \mathbf {H} ={\frac {F_{m}}{l}}}
гдје је магнетомоторна сила:
{\displaystyle \mathbf {F_{m}} ={N}\cdot {I}}
Симбол је слово {\displaystyle \mathbf {H} } а јединица је Ампер-завој/метар (Az/m). Пошто ампер-завој није СИ дефинисана јединица, често се једноставно користи Ампер/метар.
Дакле видимо да јачина магнетског поља зависи од броја намотаја жице N, јачине струје кроз намотај {\displaystyle \mathbf {I} }, и дужине пута магнетског тока кроз материјал {\displaystyle \mathbf {l} }. Јачина магнетског поља не зависи од типа материјала.
Пошто је
{\displaystyle \mathbf {\Phi } ={\frac {F_{m}}{\mathcal {R}}}}
кад се {\displaystyle \mathbf {F_{m}} } повећава, повећава се и магнетски ток (флукс) {\displaystyle \mathbf {\Phi } }. Такође се повећава и јачина магнетског поља H.

## Примјер
Ако је јачина магнетомоторне силе {\displaystyle \mathbf {F_{m}} } = 10 ампер-завоја, а дужина материјала кроз који протиче магнетски ток {\displaystyle {l}} = 0.2 метра, јачина магнетског поља биће:
{\displaystyle \mathbf {H} ={\frac {F_{m}}{l}}} = {\displaystyle {\frac {10}{0.2}}} = 50 {\displaystyle {\frac {Az}{m}}} (ампер-завоја по метру).